# Бакалов, Игорь Григорьевич
Игорь Григорьевич Бакалов (9 декабря 1939 года, Свердловск — 25 сентября 1992 года) — советский и белорусский спортсмен-стрелок, специализирующийся в пулевой стрельбе из пистолета и револьвера, многократный чемпион мира, Европы и СССР. Заслуженный мастер спорта СССР.

## Биография
Игорь Григорьевич родился в 1939 году в Свердловске в многодетной семье — кроме него у родителей уже были две дочери и сын. В 1944 году Бакаловы переехали на Украину, а через десять лет — в Ленинград, где Игорь окончил вечернюю школу и работал на заводе имени Ворошилова.
В 16 лет Бакалов вступил в общество охотников и начал учиться стрельбе, а через несколько лет он был призван на срочную военную службу. Службу проходил в Москве, там же начал спортивные тренировки в стрелковом спорте сначала на стрельбище в Мытищах, затем — в ЦСКА.
В 1960 году был включён в состав команды «Динамо-1» и впервые стал чемпионом СССР, а уже в 1961 году — вошёл в состав сборной СССР. В 1962 году выиграл чемпионат мира в Каире в стрельбе из крупнокалиберного пистолета (револьвера).
В 1962 году Игорь Бакалов женился на Тамаре, мастере спорта по пулевой стрельбе, и переехал на родину супруги — в Минск. Там же родились обе их дочери — Елена и Татьяна.
После окончания спортивной карьеры несколько месяцев работал в Индии, обучал стрельбе телохранителей Раджива Ганди. За время работы за границей переболел тропической лихорадкой и заболел неустановленным видом инфекционного заболевания, в результате которого в последние годы жизни у спортсмена сильно отекали ноги и имелись иные проблемы со здоровьем.

## Убийство Евгения Кондратьева
В 1968 году перед началом Олимпиады в Мехико перед тренировкой Игорь Бакалов случайным выстрелом убил своего коллегу по сборной, стендовика Евгения Кондратьева. По словам очевидцев, Бакалов получил на складе уже заряженный пистолет, а инструкция по технике безопасности запрещала выход из оружейной со взведённым курком и досланным в патронник патроном. Так как в помещении были люди, то спортсмен принял решение выстрелить в дверной проём для того, чтобы разрядить полученное оружие. По стечению обстоятельств в тот же момент на оружейный склад заходил Кондратьев, которого Бакалов со своей позиции не видел.
По результатам расследования дела Игорю Бакалову было назначено условное наказание сроком два года. Родители погибшего его ни в чём не обвиняли и приняли произошедшее как трагическое стечение обстоятельств.

## Участие в Олимпиадах

### Летние Олимпийские игры 1972 года
На Играх 1972 года Игорь Бакалов выступал в скоростной стрельбе из малокалиберного пистолета. В первый день соревнований спортсмен отстрелял без ошибок и, набрав 298 очков, как и Ладислав Фальта из Чехословакии, стал лидером. Но во второй день Бакалов не смог показать хороший результат. Сначала он в одной из шестисекундных серий потерял очко, затем три очка было потеряно в первой четырёхсекундной серии — после этих ошибок возможности стать победителем соревнований у Игоря Григорьевича уже не было. А задержка начала заключительной серии, приведшая к тому, что последний выстрел был произведён в ребро поворачивающейся мишени (и, как следствие, не засчитан), лишила его места и в первой шестёрке. Результатом Бакалова на этих Олимпийских играх стало 24-е место.

## Спортивные достижения
- четырёхкратный чемпион мира (1962 — в стрельбе из револьвера в личном и командном зачёте; 1962, 1966 — в скоростной стрельбе из пистолета в командном зачёте)[1][4]
- трёхкратный серебряный призёр чемпионатов мира (1962 — в личном зачёте; 1966, 1970 — в командном зачёте)[1][4]
- бронзовый призёр чемпионата мира (1970 — в командном зачёте)[1][4]
- двукратный чемпион Европы (1963 — в стрельбе из револьвера и в скоростной стрельбе в командном зачёте)[1][4]
- трёхкратный серебряный призёр чемпионатов Европы (1963, 1965, 1975)[4]
- бронзовый призёр чемпионата Европы (1965)[1][4]
- семнадцатикратный чемпион СССР (1960—1962, 1964, 1966—1969, 1971—1972, 1974)[4]
- двукратный рекордсмен мира и Европы[4]
- пятикратный рекордсмен СССР[4]
- обладатель «вечного» рекорда СССР в упражнении МП-10 (586 очков)[1]
- участник Летних Олимпийских игр 1964 года (7 место) и Игр 1972 года (24 место)[4]